# Idioma troyano
El idioma troyano o lengua de Troya se refiere al idioma hablado en Troya durante la Edad de Bronce tardía. La identidad de este idioma es problemática, ya que no existen testimonios directos de qué lengua o lenguas se habrían hablado en dicha ciudad, por o que no es segura ninguna identificación lingüística o que existiera un único idioma en uso en la ciudad en esa época. Este artículo analiza las diversos hipótesis existente sobre qué lengua o lenguas se podrían haber hablado en esa ciudad.

## Hipótesis planteadas

### Luvita o luvio
Un candidato como idioma es el luvita, una lengua de la familia anatolia que fue ampliamente hablada en Anatolia occidental durante la Edad de Bronce tardía. Los argumentos a favor de esta hipótesis incluyen nombres troyanos aparentemente de origen luvio, como Kukkunni y Wilusiya, conexiones culturales entre Troya y los estados vecinos de habla luia, como Arzawa, y un sello con escritura luvita jeroglífico encontrado en las ruinas de Troya VIIb1. Sin embargo, estos argumentos no se consideran concluyentes. Ningún nombre troyano es indiscutiblemente luvio, y algunos probablemente no lo son, como el nombre aparentemente griego Alaksandu. Además, la conexión exacta entre Troya y Arzawa sigue siendo incierta, y en algunos estados de Arzawa, como el Mira, el luvio se hablaba junto con otros idiomas preindoeuropeos y lenguas posteriores como el griego. Finalmente, el sello luvita no es suficiente para establecer que fuera hablado por los residentes de la ciudad, especialmente dado que es un ejemplo aislado encontrado en un artefacto fácilmente transportable.

### Lemnio-etrusco
Los defensores de la hipótesis de una migración de este a oeste sobre el origen de los etruscos, como Robert S. P. Beekes, ubican su tierra natal original adyacente a la antigua Troya. Heródoto afirma que los etruscos navegaron desde Lidia (cuyo pueblo, según Beekes, vivía al norte de su ubicación clásica) hacia Italia. Beekes sostiene que la presencia de un idioma relacionado con el etrusco en la isla de Lemnos (aproximadamente a 65 km de la península de Athos en el noreste de Grecia y 70 km de Troas en Turquía), el lemnio, representa un remanente de los que quedaron tras la migración desde el urheimat proto-tirsenio en el noroeste de Asia Menor. Evidencia más específica relacionada con la relación etrusca con Troya es el registro hitita del nombre de la ciudad Truwiša, que supuestamente es la etimología de ambos, y la historia de Eneas, conectada con la llegada de los etruscos a Italia. Por razones históricas, arqueológicas, genéticas y lingüísticas, no se ha aceptado una relación entre el etrusco y las lenguas anatolias indoeuropeas (como el lidio o el luvio), al igual que la historia del origen lidio relatada por Heródoto ya no se considera fiable, como demostró Dominique Briquel. Una posible relación troyana de los etruscos no cuenta con el consenso de los especialistas en civilización etrusca, aunque sea periódicamente propuesta por lingüistas indoeuropeos y orientalistas sin aportar evidencia. Los etruscos se llamaban a sí mismos rasenna, que no muestra ninguna semejanza con Truwiša, y no se ha encontrado evidencia arqueológica o lingüística en Anatolia que pueda probar el origen oriental de los etruscos. Del mismo modo, tras más de 90 años de excavaciones arqueológicas en Lemnos, no se ha encontrado nada en esa isla griega que respalde una migración desde Lemnos hacia Etruria. El lingüista Rex E. Wallace resume todos los problemas de la hipótesis de una migración de este a oeste sobre el origen de los etruscos:

Los orígenes etruscos se remontan al pasado distante. A pesar de la afirmación de Heródoto, quien escribió que los etruscos migraron a Italia desde Lidia, en el Mediterráneo oriental, no existe evidencia material ni lingüística que respalde esto. La cultura material etrusca se desarrolló en una cadena ininterrumpida desde los antecedentes de la Edad de Bronce. En cuanto a las relaciones lingüísticas, el lidio es un idioma indoeuropeo. El lemnio, que está atestiguado por unas pocas inscripciones descubiertas cerca de Kaminia en la isla de Lemnos, era un dialecto del etrusco introducido en la isla por aventureros comerciales. Las similitudes lingüísticas que conectan el etrusco con el rético, un idioma hablado en las regiones subalpinas del noreste de Italia, también refutan la idea de orígenes orientales.

Además, un análisis arqueogenético de 2021 de individuos etruscos concluyó que los etruscos eran autóctonos y genéticamente similares a los latinos de la Edad del Hierro temprana, y que el idioma etrusco, y por ende las otras lenguas de la familia tirsenia, podrían ser una lengua sobreviviente de las que estaban extendidas en Europa al menos desde el período Neolítico antes de la llegada de las lenguas indoeuropeas, como ya había argumentado el genetista alemán Johannes Krause, quien concluyó que es probable que el idioma etrusco (así como el vasco, el paleosardo y el minoico (eteocretense)) "se desarrollaron en el continente durante la Revolución Neolítica". La falta de mezcla genética reciente relacionada con Anatolia y de ascendencia relacionada con Irán entre los etruscos, quienes genéticamente se unen firmemente al grupo europeo, también podría sugerir que la presencia de un puñado de inscripciones encontradas en Lemnos, en un idioma relacionado con el etrusco y el rético, "podría representar movimientos poblacionales que partieron desde la península itálica".

### Griego
Otro idioma propuesto es el griego. El arqueólogo James Mellaart resumió algunos de los argumentos a favor de esta hipótesis en el American Journal of Archaeology:

Cuando se recuerda que los nombres lujos terminados en -ss y -nd- son raros en la esquina noroeste de Anatolia, que los jeroglíficos anatolios están ausentes, y que la arqueología sugiere que una rama de los griegos permaneció en esta región, donde debería ubicarse Ahhiyawa, esto podría ser un argumento más a favor de la hipótesis de que los "troyanos" se llamaban a sí mismos "Akhaiwoi" y hablaban alguna forma de griego.

Sin embargo, el sitio de Troya carece de escrituras griegas del período histórico relevante, y la evidencia actual descarta un origen griego.

## En las épicas griegas antiguas
En la literatura griega antigua, como la Ilíada, los personajes troyanos son retratados como si compartieran un idioma común con los aqueos. Sin embargo, los académicos interpretan unánimemente esto como una convención poética y no como evidencia de que los troyanos fueran hablantes de griego. Por ejemplo, Calvert Watkins señala que el poema épico español Cantar de mio Cid retrata a sus personajes árabes como hablantes del español, y que la Canción de Roldán de manera similar retrata a los árabes como hablantes de francés. Algunos estudiosos han sugerido que los nombres de origen griego para los personajes troyanos en la Ilíada motivan un argumento más serio para considerar que los troyanos hablaban griego. Las etimologías propuestas de nombres legendarios también se han usado para argumentar que los troyanos hablaban otros idiomas, como el tracio o el lidio. Estos argumentos han sido refutados bajo la premisa de que estos idiomas habrían sido familiares para los bardos de la era clásica y, por lo tanto, podrían ser invenciones posteriores.